# Ron Blum
Ron Blum (* im 20. Jahrhundert) ist ein ehemaliger US-amerikanischer Schiedsrichter im American Football, der von der Saison 1985 bis 2007 in der NFL tätig war. Von der Saison 1985 bis 1992 trug er die Uniform mit der Nummer 83, von der Saison 1993 bis 2007 die Nummer 7.

## Karriere
Blum begann im Jahr 1985 seine NFL-Laufbahn als Line Judge. Nachdem Schiedsrichter Pat Haggerty seinen Rücktritt bekannt gegeben hatte, wurde er zur NFL-Saison 1993 zum Hauptschiedsrichter ernannt, ehe er zur NFL-Saison 2004 auf die Position des Line Judges zurückkehrte.
Er war bei insgesamt zwei Super Bowls im Einsatz: Beim Super Bowl XXIV im Jahr 1990 war er Side Judge der Crew unter der Leitung von Hauptschiedsrichter Dick Jorgensen. Zwei Jahre später, im Jahr 1992, war er Side Judge beim Super Bowl XXVI der Crew unter der Leitung von Jerry Markbreit. Zudem leitete er den Pro Bowl 2002 als Hauptschiedsrichter.
Nach seinem Rücktritt wurde Bill Vinovich zum Hauptschiedsrichter befördert.